# 圣弥额尔圣殿 (上巴伐利亚行政区阿尔滕施塔特)

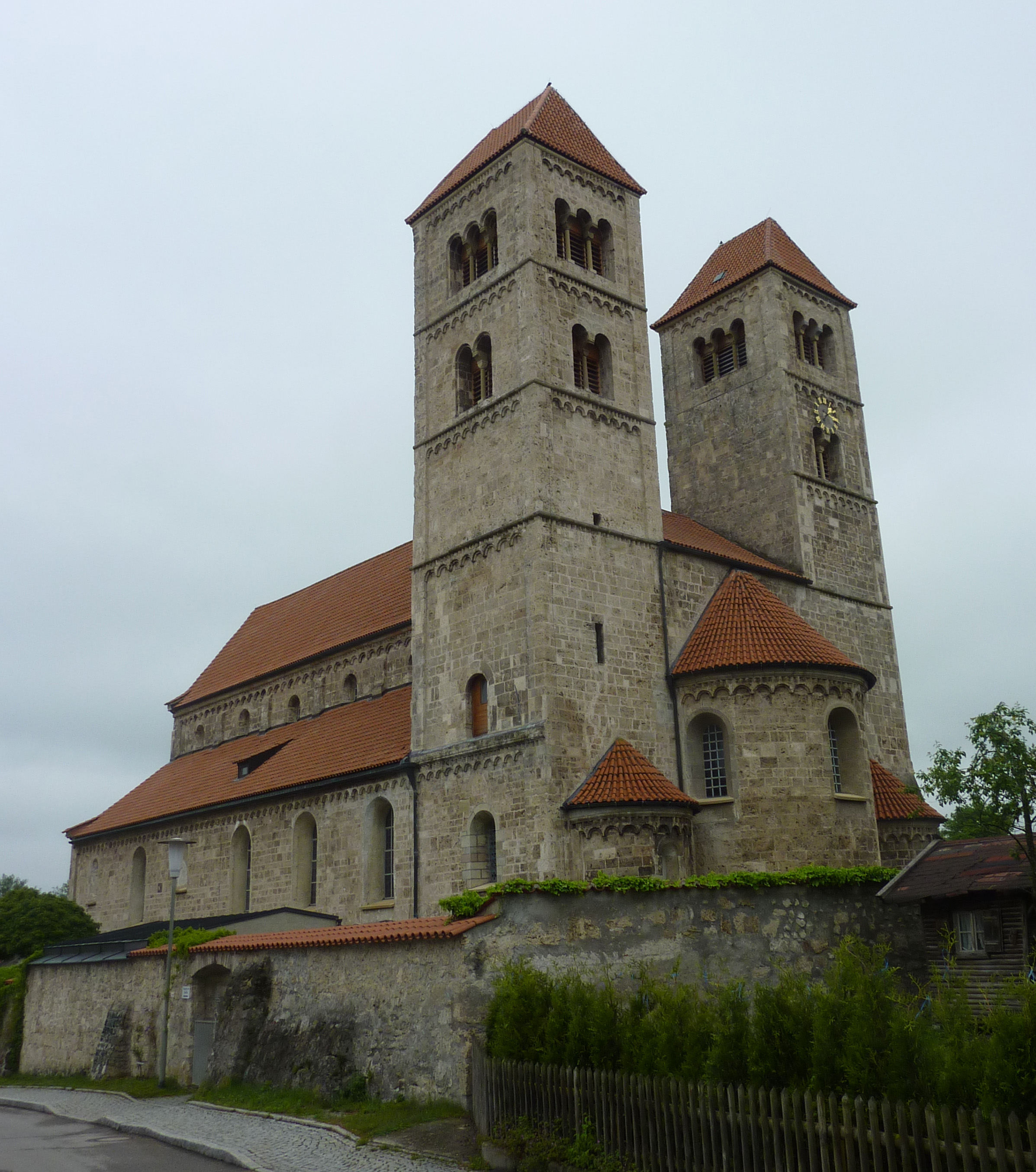

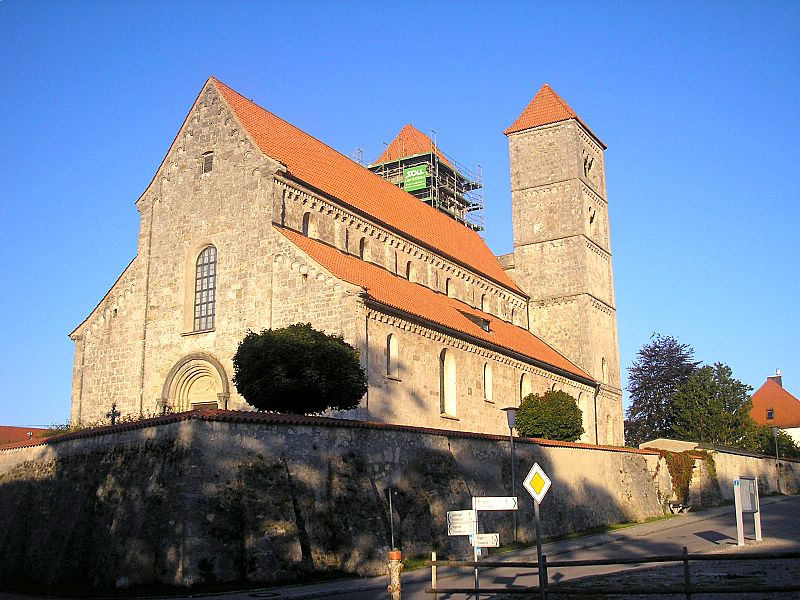

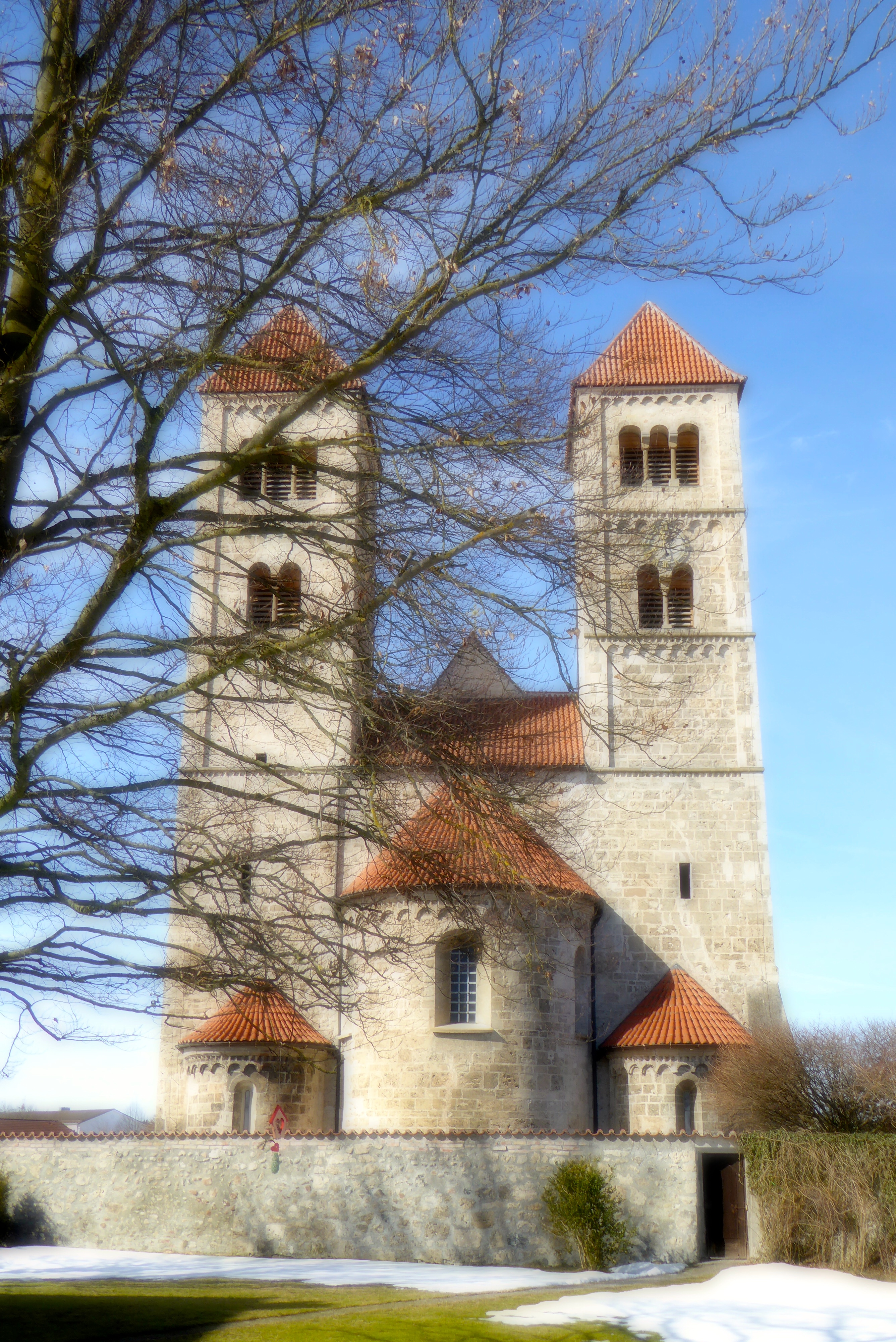

圣弥额尔圣殿（Basilika St. Michael）是一座罗马天主教堂区教堂，建于1180-1220年，位于德国巴伐利亚州上巴伐利亚行政区 魏尔海姆-雄高县 阿尔滕施塔特，是一座中世纪晚期罗曼式凝灰岩砌石建筑。1965年升格为宗座圣殿。